# Lagoa Mostardas
Lagoa Mostardas är en lagun i Brasilien.   Den ligger i delstaten Rio Grande do Sul. Lagoa Mostardas utlopp är ett sund som går till Lagoa do Rincão.
Knappt 2 kilometer öster om lagunen ligger samhället Mostardas.